# Swiss Open 1987
Die Swiss Open 1987 im Badminton fanden vom 13. bis zum 15. März 1987 im Patinoire de Malley in Lausanne statt. Es war die 25. Austragung der internationalen Titelkämpfe im Badminton in der Schweiz.

## Finalresultate
| Disziplin    | Sieger                              | Finalist                     | Ergebnis         |
| ------------ | ----------------------------------- | ---------------------------- | ---------------- |
| Herreneinzel | Philip Sutton                       | Pierre Pelupessy             | 15:10, 15:3      |
| Dameneinzel  | Astrid van der Knaap                | Monique Hoogland             | 11:7, 7:11, 11:4 |
| Herrendoppel | Billy Gilliland Andy Goode          | Alex Meijer Pierre Pelupessy | 15:4, 15:6       |
| Damendoppel  | Katrin Schmidt Heidemarie Krickhaus | Monique Hoogland Paula Kloet | 15:4, 15:10      |
| Mixed        | Alex Meijer Monique Hoogland        | Harald Klauer Katrin Schmidt | 18:17, 15:12     |